# Louis Gossett Jr.
Louis Gossett Jr. est un acteur, producteur et réalisateur américain né le 27 mai 1936 à Brooklyn (New York) et mort le 29 mars 2024 à Santa Monica (Californie),.
Il reçoit l'Oscar du meilleur second rôle masculin pour son rôle du sergent Emil Foley dans le film Officier et Gentleman en 1982. Il est également connu pour son rôle de Charles Sinclair dans la saga Aigle de fer (1986-1995).

## Biographie

### Jeunesse et études
Louis Cameron Gossett Jr. naît le 27 mai 1936 à Brooklyn (New York).

### Mort
Louis Gossett Jr. meurt le 29 mars 2024 à Santa Monica en Californie, à l'âge de 87 ans,.

### Vie privée
Louis Gossett Jr. a été marié à trois reprises, avec : 
- Hattie Glascoe,
- Christina Mangosing, de 1973 à 1975,
- Cyndi James, de 1987 à 1992.

## Filmographie

### Acteur

#### Cinéma
- 1961 : Un raisin au soleil (A Raisin in the Sun) de Daniel Petrie : George Murchison
- 1969 : The Bushbaby (en) de John Trent (en) : Tembo
- 1970 : Le Propriétaire (The Landlord) de Hal Ashby : Copee
- 1971 : Skin Game de Paul Bogart et Gordon Douglas : Jason O'Rourke
- 1972 : Voyages avec ma tante (Travels with My Aunt) de George Cukor : Wordsworth
- 1973 : Le Flic ricanant (The Laughing Policeman) de Stuart Rosenberg : Insp. James Larrimore SFPD
- 1974 : The White Dawn de Philip Kaufman : Portagee
- 1976 : The River Niger de Krishna Shah : Dr Dudley Stanton
- 1976 : Vengeance d'outre-tombe (J. D.'s Revenge) d'Arthur Marks : Reverend Bliss
- 1977 : Les Grands Fonds (The Deep) de Peter Yates : Henri Cloche
- 1977 : Bande de flics (The Choirboys) de Robert Aldrich : Calvin Motts
- 1980 : Deux affreux sur le sable (It Rained All Night the Day I Left) de Nicolas Gessner : Leo Garcia
- 1982 : Officier et Gentleman (An Officer and a Gentleman) de Taylor Hackford : Sergent Emil Foley
- 1983 : Les Dents de la mer 3 (Jaws 3-D) de Joe Alves : Calvin Bouchard
- 1984 : Cash-cash (Finders Keepers) de Richard Lester : Century
- 1985 : Enemy (Enemy Mine) de Wolfgang Petersen: Jeriba « Jerry » Shigan
- 1986 : Aigle de fer (Iron Eagle) de Sidney J. Furie : Colonel Charles « Chappy » Sinclair
- 1986 : Le Temple d'or (Firewalker) de J. Lee Thompson : Léo Porter
- 1987 : Le Proviseur (The Principal) de Christopher Cain : Jake Phillips
- 1988 : L'Aigle de fer 2 (Iron Eagle II) de Sidney J. Furie : Charles « Chappy » Sinclair
- 1989 : The Last Plane from Coramaya de Randy Roberts : Gideon Olivier
- 1989 : Punisher (The Punisher) de Mark Goldblatt : Jake Berkowitz
- 1991 : Envoyé spécial (Cover-Up) de Manny Coto : Lou Jackson
- 1991 : L'École des héros (Toy Soldiers) de Daniel Petrie Jr. : Dean Parker
- 1992 : Aigle de fer 3 (Aces: Iron Eagle III) de John Glen : Charles 'Chappy' Sinclair
- 1992 : La Nuit du défi (Diggstown) de Michael Ritchie : « Honey » Roy Palmer
- 1993 : Monolithe (Monolith) de John Eyres : Capitaine MacCandless
- 1994 : Blue Chips de William Friedkin : Father Dawkins
- 1994 : Un Anglais sous les tropiques (A Good Man in Africa) de Bruce Beresford : Professeur Sam Adekunle
- 1994 : Curse of the Starving Class de J. Michael McClary : Ellis
- 1994 : Flashfire d'Elliot Silverstein : Ben Durand
- 1995 : Aigle de fer 4 (Iron Eagle IV) de Sidney J. Furie : Chappy Sinclair
- 1996 : Managua de Michael Taverna : Paul
- 1997 : The Wall That Heals : narrateur
- 1998 : La Légende de la momie (Legend of the Mummy) de Jeffrey Obrow : Corbeck
- 1999 : Destruction finale (Y2K) de Richard Pepin : Morgan
- 2000 : The Highwayman de Keoni Waxman : Phil Bishop
- 2002 : Deceived d'André van Heerden : Colonel David Garrett
- 2005 : Window (court métrage) de Varda Bar-Kar : Ralph Stanley
- 2005 : Left Behind: World at War (en) de Craig R. Baxley : Président Gerald Fitzhugh
- 2006 : All In de Nick Vallelonga : Caps
- 2006 : Club Soda (court métrage) de Paul Carafotes : Doc
- 2007 : Daddy's Little Girls de Tyler Perry : Willie
- 2007 : Cover (en) de Bill Duke : Détective Hicks
- 2007 : Stories USA : Doc
- 2008 : Delgo de Marc F. Adler et Jason Maurer : King Zahn (voix)
- 2009 : The Least Among You (en) de Mark Young : Samuel Benton
- 2009 : The Perfect Game de William Dear : Cool Papa Bell
- 2009 : Shannon's Rainbow (en) de Frank E. Johnson : Max
- 2010 : Pourquoi je me suis marié aussi ? (Why Did I Get Married Too?) de Tyler Perry : Porter
- 2010 : Dog Jack (en) d'Edward T. McDougal : Grown up Jed (voix)
- 2010 : The Grace Card (en) de David G. Evans : George Wright
- 2011 : The Lamp (en) de Tracy Trost : Charles Montgomery III
- 2012 : Smitty de David M. Evans : Mr Smith
- 2013 : Breaking at the Edge de Predrag Antonijević : Floyd
- 2013 : Jewtholic (court métrage) de Satie Gossett : Narrateur
- 2014 : Dernier Combat (en) (A Fighting Man) de Damian Lee : Cubby
- 2014 : The Dependables de Sidney J. Furie : Lou Jones
- 2014 : 10 Minutes de Satie Gossett : Warden Johnson
- 2014 : The Miracle of Tony Davis de Donre Walker : la voix de Dieu
- 2017 : Undercover Grandpa d'Erik Canuel : Mother
- 2019 : Supervized de Steve Barron : Pendle
- 2019 : Foster Boy (en) de Youssef Delara : Juge George Taylor
- 2019 : Miracle in East Texas de Kevin Sorbo : Irving Tanner Jr.
- 2020 : The Reason de Randall Stevens : Pasteur Jim
- 2020 : The Cuban de Sergio Navarretta : Luis Garcia
- 2023 : La Couleur pourpre de Blitz Bazawule : le père d'Albert
- 2024 : Blue et Compagnie (IF) de John Krasinski

#### Télévision

##### Téléfilms
- 1968 : Companions in Nightmare (en) de Norman Lloyd: lieutenant Adam McKay
- 1971 : Big Fish, Little Fish de Daniel Petrie : Jimmie Luton
- 1972 : The Living End de Peter Baldwin : Doug Newman
- 1973 : The Fuzz Brothers de Don Medford : Francis Fuzz
- 1974 : It's Good to Be Alive de Michael Landon : Sam Brockington
- 1974 : Sidekicks (en) de Burt Kennedy : Jason O'Rourke
- 1975 : Black Bart de Robert Butler : Black Bart
- 1975 : Delancey Street : The Crisis Within de James Frawley : Otis James
- 1977 : Le Trottoir des grandes (Little Ladies of the Night) de Marvin J. Chomsky : Russ Garfield
- 1977 : Freeman de Lloyd Richards : Rex
- 1978 : The Sentry Collection Presents Ben Vereen : His Roots de Dwight Hemion : lui-même
- 1978 : To Kill a Cop de Gary Nelson : Everett Walker
- 1978 : The Critical List de Lou Antonio : Lem Harper
- 1978 : The Lazarus Syndrome (en) de Jerry Thorpe : Dr MacArthur St. Clair
- 1979 : Lawman Without a Gun (en) de Jerrold Freedman : Tom Hayward
- 1981 : Don't Look Back: The Story of Leroy 'Satchel' Paige (en) de Richard Colla : Leroy « Satchel » Paige
- 1982 : Benny's Place de Michael Schultz : Benny Moore
- 1983 : Sadat (en) de Richard Michaels : Anwar al-Sadat
- 1984 : Le Dernier Rempart (The Guardian) de David Greene : John Mack
- 1987 : Colère en Louisiane (A Gathering of Old Men) de Volker Schlöndorff : Mathu
- 1987 : Fort comme l'amour (en) (The Father Clements Story) d'Edwin Sherin (en) : Père Clements
- 1988 : Sam Found Out : A Triple Play de Piers Haggard : Sam
- 1988 : Goodbye, Miss 4th of July de George Miller : Big John Creed
- 1988 : Roots: The Gift (en) de Kevin Hooks : Fiddler Reynolds
- 1990 : El Diablo de Peter Markle : Van Leek
- 1990 : Sudie and Simpson (en) de Joan Tewkesbury : Simpson
- 1991 : The Josephine Baker Story de Brian Gibson : Sidney Williams
- 1991 : Un coupable idéal (Carolina Skeletons) de John Erman : James Bragg
- 1991 : Keeper of the City (en) de Bobby Roth : détective James Dela
- 1993 : Les Rues de Los Angeles (Father & Son : Dangerous Relations) de Georg Stanford Brown :
- 1994 : Ray Alexander : A Taste for Justice de Gary Nelson : Ray Alexander
- 1995 : A Father for Charlie de Jeff Bleckner : Walter Osgood
- 1995 : Zooman de Leon Ichaso : Rueben Tate
- 1995 : Ray Alexander : A Menu for Murder de Gary Nelson : Ray Alexander
- 1996 : Captive Heart : The James Mink Story de Bruce Pittman : James Mink
- 1996 : Run for the Dream : The Gail Devers Story de Neema Barnette : Bob Kersee
- 1996 : Inside d'Arthur Penn : Questioner
- 1997 : To Dance with Olivia de Bruce Pittman : Daniel Stewart
- 1997 : In His Father's Shoes de Vic Sarin : Frank Crosby / Richard
- 1998 : Un courrier explosif (The Inspectors) de Brad Turner : inspecteur Frank Hughes
- 1999 : Love Songs d'Andre Braugher, Robert Townsend et Louis Gossett Jr. : Reuben
- 1999 : Strange Justice (en) d'Ernest R. Dickerson : Vernon Jordan
- 2000 : Le Faussaire (The Inspectors 2 : A Shred of Evidence) de Brad Turner : inspecteur Frank Hughes
- 2000 : La Couleur de l'amour (The Color of Love : Jacey's Story) de Sheldon Larry : Lou Hastings
- 2000 : Dr Lucille - La remarquable histoire de Lucille Teasdale (Dr. Lucille) de George Mihalka : David Mulera
- 2001 : For Love of Olivia de Douglas Barr : Daniel Stewart
- 2002 : What About Your Friends: Weekend Getaway de Niva Dorell : docteur Barnes
- 2003 : Jasper, Texas (en) de Jeffrey W. Byrd : R.C. Horn
- 2003 : Projet Momentum (Momentum) de James Seale : Raymond Addison
- 2005 : Lackawanna Blues (en) de George C. Wolfe : Ol'lem Taylor
- 2006 : Alerte solaire (en) (Solar Strike) de Paul Ziller : président Ryan Gordon
- 2013 : Miracle at Gate 213 de Jeff Wood : Roy Peddington

##### Séries télévisées
- 1957 et 1958 : The Big Story (en) : Mac / Jamie Goodwin
- 1962 : The Nurses (en) : William Taylor
- 1964 : East Side/West Side : Martin Powers
- 1967 et 1968 : Cowboy in Africa (en) : Fulah / Joseph Hemera
- 1968 : Les Envahisseurs (The Invaders) : Ollie
- 1968 : Daktari : Mkono
- 1968-1972 : La Nouvelle Équipe (The Mod Squad) : Smitty / Lloyd / Charley Jameson
- 1970 : The Bill Cosby Show (en) : Hurricane Smith
- 1970-1971 : The Young Rebels (en) : Isak Poole
- 1971 : The Partridge Family : Sam Simon
- 1971 : Bonanza : Buck Walter
- 1971 : Longstreet : sergent Cory
- 1971 : The Bold Ones: The New Doctors : Dr Karnes
- 1971 : Opération Danger (Alias Smith and Jones) : Joe Sims
- 1972 : The Rookies : Toby Jones
- 1972 : Love, American Style : Freddy
- 1973 : Owen Marshall: Counselor at Law (en) : Carl Fellows
- 1974 : Un shérif à New York (McCloud) : Dewey Justin
- 1974-1975 : Petrocelli : Kurt Olson
- 1974-1975 : Good Times (en) : Donald Knight / oncle Wilbert
- 1975 : Lucas Tanner (en) : Bobby Koball
- 1975 : Insight : Spaceman
- 1975 : Caribe (en) : David Wallace
- 1975 : Harry O (en) : Cleon Jackson
- 1975 : The Jeffersons : Wendell Brown
- 1975 : L'Homme qui valait trois milliards (The Six Million Dollar Man) : O'Flaherty
- 1975-1976 : Police Story : Freddie / Virgil Barnes
- 1976 : La Petite Maison dans la prairie (Little House on the prairie puis Little House : A New Beginning) : Henry Hill (Saison 2)
- 1976-1977 : 200 dollars plus les frais (The Rockford Files) : Marcus Aurelius Hayes / O'Brien
- 1977 : Racines (Roots) : Fiddler
- 1977 : Visions : Rex
- 1979 : Backstairs at the White House : Levi Mercer
- 1981 : Palmerstown, U.S.A. : le père de Bessie
- 1982 : Saturday Night Live : invité
- 1982-1983 : Matthew Star (The Powers of Matthew Star) : Walter « Walt » Shepherd / D'Hai
- 1988 : Straight Up (en) : Cosmo
- 1989 : Gideon Oliver : Gideon Oliver
- 1990 : American Playhouse :
- 1991-1992 : Capitaine Planète (Captain Planet and the Planeteers) : Commander Clash (voix)
- 1993 : Story of a People : animateur
- 1993 : Lonesome Dove : La Loi des justes (Return to Lonesome Dove) : Isom Pickett
- 1994 : Un drôle de shérif (Picket Fences) : Rick Jennings
- 1996 : The Great War and the Shaping of the 20th Century (en) : W.E.B. Du Bois
- 1997 : Les Anges du bonheur (Touched by an Angel) : Anderson Walker
- 1997 : Promised Land (en) : Anderson Walker
- 1997 : Demain à la une (Early Edition) : Jim Matthews
- 1997 : Ellen : sergent Timko
- 1998 : Hercule (Hercules) : Chiron (voix)
- 2002 : Resurrection Blvd. (en) : Ezekiel 'Zeke' Grant
- 2003 : Dead Zone (The Dead Zone) : pasteur David Lewis
- 2004 : Half and Half (Half & Half) : Ray Willis
- 2005-2006 : Stargate SG-1 : Gerak
- 2006 : Les Griffin (Family Guy) : Drill Sargent (voix)
- 2007 : Batman (The Batman) : Lucius Fox (voix)
- 2009 : Urgences (ER) : Léo Malcolm
- 2012 : Psych : Enquêteur malgré lui : Lloyd Marr
- 2013 : Boardwalk Empire : Oscar Boneau
- 2014 : Madam Secretary : père Laurent Vasseur
- 2014-2015 : Extant : Quinn
- 2015 : The Book of Negroes : Papa Moses
- 2015 : The Spoils Before Dying : Duke Webster
- 2019 : Watchmen : Will Reeves

### Producteur

#### Cinéma
- 1996 : Managua de Michael Taverna

#### Télévision
- 1993 : Les rues de Los Angeles (Father & Son : Dangerous Relations) de Georg Stanford Brown
- 1994 : Ray Alexander : A Taste for Justice de Gary Nelson
- 1995 : A Father for Charlie de Jeff Bleckner
- 1996 : Run for the Dream : The Gail Devers Story de Neema Barnette
- 1996 : Inside d'Arthur Penn
- 1997 : To Dance with Olivia de Bruce Pittman
- 1997 : In His Father's Shoes de Vic Sarin
- 1998 : Un courrier explosif (The Inspectors) de Brad Turner
- 2000 : Le Faussaire (The Inspectors 2 : A Shred of Evidence) de Brad Turner
- 2000 : La Couleur de l'amour (The Color of Love : Jacey's Story) de Sheldon Larry
- 2001 : For Love of Olivia de Douglas Barr
- 2007 : ReNew Orleans
- 2010 : For Love of Liberty: The Story of America's Black Patriots de Frank Martin

### Réalisateur
- 1983 : Matthew Star (The Powers of Matthew Star)
- 1999 : Love Songs coréalisé avec Andre Braugher, Robert Townsend

## Jeux vidéo
- 2004 : Half-Life 2 : Vortigaunt (voix)
- 2006 : Half-Life 2: Episode One : Vortigaunt (voix)
- 2007 : The Orange Box : Vortigaunt (voix)

## Distinctions

### Récompenses
- Emmy Awards 1977 : Meilleur acteur dans une série télévisée dramatique pour Racines
- Golden Globes 1983 : Meilleur acteur dans un second rôle pour Officier et Gentleman
- Oscars 1983 : Meilleur acteur dans un second rôle pour Officier et Gentleman